# Luke Fetch
Luke Fetch, né le 6 juillet 1990, est un coureur cycliste australien.

## Palmarès sur route
- 2011
  - 3e de la Melbourne to Warrnambool Classic
- 2013
  - 6e et 8e étapes du Tour of the Great South Coast

## Palmarès en VTT

### Championnats d'Océanie
- 2013
  -  Médaillé de bronze du cross-country

### Championnats d'Australie
- 2008
  - 2e du championnat d'Australie de cross-country juniors

### Autres épreuves
- 2011
  - Tour de Timor :
    - Classement général
    - 2e étape